# Batac
Batac – miasto na Filipinach, położone w regionie Ilocos, w prowincji Ilocos Norte, na wyspie Luzon.
Miasto zostało założone w 1577 roku.